# Nierada (Zbrosławice)
Nierada (niem. Nierada) – niestandaryzowana nazwa części wsi Zbrosławice, w gminie Zbrosławice, powiecie tarnogórskim i województwie śląskim.
Znajduje się w zachodniej części Zbrosławic, wzdłuż ulic Wolności (odcinek nr 1–17 i 2–18), Hutniczej i Łąkowej. Miejscowość należy do parafii w Kamieńcu i liczy 75 mieszkańców.

## Historia
Dawniej wieś i gmina jednostkowa w powiecie toszecko-gliwickim. W 1861 liczyła 136 mieszkańców, działały w niej dwa wielkie piece hutnicze, dwa miechy parowe i fryszerka. W 1818 utraciła administracyjny związek z Toszkiem i Gliwicami, kiedy to została przyłączona do powiatu bytomskiego, a po jego podziale w 1873 znalazła się w powiecie tarnogórskim. W 1885 ludność gminy zmniejszyła się do 50 osób. Przed 1908 gmina Nierada została włączona do Kępczowic. Po podziale powiatu bytomskiego w 1922 granicą państwową, wraz z Kępczowicami pozostała przy Niemczech, wchodząc najpierw w skład szczątkowego powiatu tarnogórskiego (Restkreis Tarnowitz), a od 1 stycznia 1927 w skład powiatu Beuthen-Tarnowitz. 30 września 1928 zlikwidowano gminę  Kępczowice (z Nieradą), włączając ją do gminy jednostkowej Zbrosławice. Administracja III Rzeszy połączyła 1 października 1936 gminy Zbrosławice (z Nieradą) i Ptakowice w nową gminę o nazwie Dramatal ('dolina Dramy'), likwidując jednocześnie tradycyjne nazwy polskiego pochodzenia Ptakowitz (wieś), Broslawitz (wieś) i Kempczowitz (część wsi), przy czym wieś Zbrosławice otrzymała niemiecką nazwę Dramatal-West ('zachodnia dolina Dramy'). Po II wojnie światowej, już w Polsce, utrzymano przynależność Nierady do wsi Zbrosławice.

## Zabytki
Na posesji przy ul. Wolności 12 znajduje się zabytkowa kapliczka pw. św. Jana Nepomucena.

## Gospodarka i turystyka
W Nieradzie funkcjonuje Akademia Jeździecka „Prima”, „Hebar” (producent rolet, moskitier i żaluzji) i restauracja „Collina”.

## Komunikacja
Komunikację publiczną w Nieradzie organizuje Zarząd Transportu Metropolitalnego w Katowicach poprzez przystanek autobusowy Zbrosławice Wolności (nż) (linie nr 20, 80, 134, 153, 191, 712, 739, 791).